# 에구치역
에구치역(일본어: 江口駅)은 일본 도쿠시마현 미요시군 히가시미요시정에 위치한 시코쿠 여객철도 도쿠시마 선의 철도역이다. 역 번호는 B20이며, 섬식 승강장 1면 2선의 구조를 갖춘 지상역이다.

## 역 주변
- 국도 제192호선

## 역사
- 1914년 3월 25일 : 일본국유철도 도쿠시마 본선의 역으로서 개업.
- 1987년 4월 1일 : 일본국유철도 분할 민영화에 의해, 시코쿠 여객철도가 승계.
- 1988년 6월 1일 : 선로 명칭에 의해 도쿠시마 선의 역이 된다.
- 2007년 3월 1일 : 간이 위탁을 폐지해, 완전 무인화.

## 인접 역
| 시코쿠 여객철도         | 시코쿠 여객철도 | 시코쿠 여객철도         |
| ----------------------- | --------------- | ----------------------- |
| B 19 아와한다 사코 방면 | 도쿠시마 선     | 미카모 B 21 쓰쿠다 방면 |